# Романовский, Георгий Фёдорович
Георгий Фёдорович Романовский — советский и украинский учёный, доктор технических наук, профессор, ректор Национального университета кораблестроения имени адмирала Макарова (1993—2008).

## Биография
Родился 23 апреля 1940 г. в Николаеве в семье служащих. Там окончил среднюю школу № 38 и кораблестроительный институт (1964) по специальности инженер-механик судовых силовых установок.
Работал и вёл научную деятельность там же на кафедре судовых паровых и газовых турбин: ассистент, аспирант, старший преподаватель. В 1969 г. защитил кандидатскую диссертацию, в 1973 г. утверждён в учёном звании доцента. Декан вечернего судомеханического и машиностроительного факультета (1971—1986), проректор по научной работе (1986—1992), с 1992 г. зав. кафедрой судового энергетического оборудования.
В 1986 г. защитил докторскую диссертацию на тему: «Повышение эффективности судовых энергетических установок плазменной интенсификацией сжигания топлив». В 1988 г. утверждён в учёном звании профессора.
В 1993 году избран ректором института (с 1994 г. — Национальный университет кораблестроения (НУК) имени адмирала Макарова). Занимал эту должность до 2008 года.
В 2008—2014 гг. зав. кафедрой турбин Машиностроительного института НУК имени Макарова.
Заслуженный деятель науки и техники Украины, лауреат Государственной премии Украины в области науки и техники.
Умер 5 июля 2020 года после тяжелой продолжительной болезни.
Сочинения:
- Плазменное воспламенение и сжигание топлив в судовых установках / Г. Ф. Романовский. — Л. : Судостроение, 1986. — 86 с.
- Плазменные системы газоперекачивающих агрегатов / Г. Ф. Романовский, И. Б. Матвеев, С. И. Сербин. — СПб. : Недра, 1992. — 142 с.
- Плазмохимические системы судовой энергетики / Г. Ф. Романовский, С. И. Сербин. — Николаев: УГМТУ, 1998. — 246 с.
- Судовые установки с газотурбинными двигателями: учеб. пособие / Г. А. Артемов, В. М. Горбов, Г. Ф. Романовский. — Николаев: УГМТУ, 1997. — 233 с.
- Камери згоряння суднових газотурбінних двигунів: навч. посібник / Г. Ф. Романовський, С. І. Сербін. — Миколаїв: УДМТУ, 2000. — 259 с.
- Теорія та розрахунок парових і газових турбін: навч. посібник / Г. Ф. Романовський, О. Я. Іпатенко, В. М. Патлайчук. — Миколаїв: УДМТУ, 2000. — 292 с.
- Теорія та розрахунок парових і газових турбін: навч. посібник / Г. Ф. Романовський, С. І. Сербін. — Миколаїв: УДМТУ, 2002. — 292 с.
- Екологічно чисті камери згоряння газотурбінних установок: навч. посібник / Г. Ф. Романовський, С. І. Сербін. — Миколаїв: УДМТУ, 2002. — 84 c.
- Теоретичні основи проектування суднових газотурбінних агрегатів: навч. посібник / Г. Ф. Романовський, М. В. Ващиленко, С. І. Сербін. — Миколаїв: УДМТУ, 2003. — 304 с.
- Основы трибологии судовых зубчатых муфт: монография / Г. Ф. Романовский, А. П. Попов. — Николаев: НУК, 2004. — 444 с.
- Основи розрахунку та проектування компенсуючих зубчатих муфт суднових агрегатів: навч. посібник / Г. Ф. Романовський, О. П. Попов — Миколаїв: НУК, 2005. — 40 с.
- Сучасні газотурбінні агрегати: навч. посібник. У 2 т. Т. 1. Агрегати виробництва України та Росії / Г. Ф. Романовський, С. І. Сербін, В. М. Патлайчук. — Миколаїв: НУК, 2005. — 344 с.